# Le Secret de Broadway
Le Secret de Broadway (Broadway Bro Down) est le onzième épisode de la quinzième saison de la série télévisée d'animation américaine South Park et l'épisode 220e de la série globale. Il a été diffusé sur la chaîne américaine Comedy Central le 26 octobre 2011. Cet épisode a été coécrit par Robert Lopez qui avait déjà travaillé avec les créateurs de South Park.

## Résumé
Suivant une suggestion de ses collègues de travail, Randy emmène sa femme Sharon voir la comédie musicale Wicked à Denver, dans l'espoir d'obtenir une fellation. Pendant le spectacle, Randy doute de le véracité de la théorie de ses amis, mais un autre spectateur lui révèle l'existence de sous-texte caché dans les scénarios et les chansons. Randy s'aperçoit avec stupéfaction que les acteurs insèrent le mot "Blowjob" ("pipe") à tout bout de champ entre les paroles des chansons, ce qui entraîne effectivement Sharon à lui offrir une longue "gratification" sur le chemin du retour. Enthousiaste, Randy décide d'emmener Sharon à New York voir toutes les comédies musicales possibles, laissant leurs enfants Stan et Shelley chez une autre famille, les Feegan. Ce couple végétalien étouffe leur fils Larry, qui doit non seulement suivre ce régime alimentaire, mais qui est en outre tenu de porter un gilet de sauvetage en permanence. Shelley entre en conflit avec le père de la famille Feegan en affirmant que Larry devrait décider par lui-même s'il désire être végétalien ou non. Larry tombe alors amoureux de Shelley et, encouragé par elle, décide de goûter de la viande en cachette et d'ôter son gilet de sauvetage.
De retour à South Park, Randy exprime sa frustration d'habiter si loin de New York, et décide de créer une nouvelle comédie musicale à South Park. Avec un peu moins de subtilité que les professionnels de Broadway, il l'intitule La Princesse des pipes ruisselante de sperme et écrit des paroles on ne peut plus explicites. Ce projet attire l'attention de Stephen Sondheim, Stephen Schwartz, Andrew Lloyd Webber, et Elton John, qui viennent l'avertir qu'il risque d'ébruiter le stratagème, et ainsi, de porter atteinte à la renommée des comédies musicales. Randy refuse d'abord de coopérer, mais après une dispute avec Stephen Sondheim, il se lie d'amitié avec les hommes de Broadway. Andrew Lloyd Webber lui suggère alors de renommer son œuvre La Femme en blanc.
Rentré chez lui, Randy apprend que Shelley est partie voir Wicked à Denver avec Larry. Il panique et monte dans la voiture afin de chercher sa fille, et se voit obligé d'expliquer la situation à Sharon. Celle-ci est d'abord incrédule mais se rend compte que le truc a effectivement fonctionné à chaque fois qu'elle a vu une comédie musicale, sans qu'elle n'ait jamais rien soupçonné. Une fois arrivé à Denver, Randy essaie en vain de faire sortir sa fille du théâtre. Jeté à la rue, il vole un costume de Spider-Man dans un magasin, refait irruption dans le théâtre et exécute une série de cascades catastrophique provoquant divers dégâts et se terminant par une inondation. Larry, dépourvu de son gilet de sauvetage, est noyé, et Shelley, traumatisée. Randy s'excuse auprès de sa femme. Sharon lui dit qu'elle comprend et qu'elle ne peut lui en vouloir pour une chose que tous les hommes font. Ils se demandent finalement quelle comédie musicale joue présentement à Denver. Une brève publicité pour The Book of Mormon apparait, promettant des fellations.